# Ischnocolus jerusalemensis
Ischnocolus jerusalemensis är en spindelart som beskrevs av Smith 1990. Ischnocolus jerusalemensis ingår i släktet Ischnocolus och familjen fågelspindlar.
Artens utbredningsområde är Israel. Inga underarter finns listade i Catalogue of Life.